# Геховит
Геховит (арм. Գեղհովիտ; до 3 июля 1968 года — Каранлух, до 4 июля 2006 года - Гехаовит) — большое село в Гегаркуникском марзе в Армении, основанное в XV веке.
Находится в 5 км к югу от города Мартуни. Населенный пункт Геховит также включает в себя близлежащие деревни Лернакерт и Ншхарк. В селе находится церковь Святого Геворга, построенная в 1873 году.
Иван Шопен отмечал, что согласно сведениям из "Камерального описания", составленного в 1829-1831 годах, в селе Каранлуг-верхний Гёг-чайского магала Эриванской провинции проживало 303 человека, все они были армянами, переселившимися из Османской империи после заключения Адрианопольского договора (1829) сторонами русско-турецкой войны.
Деревня является одним из старейших поселений на территории бывшего Мартунинского района.
Население занимается скотоводством, выращиванием картофеля и капусты, зерноводством. Есть более десяти магазинов. Есть 2 средние школы, детский сад, культурный центр, библиотека, медицинская клиника, стоматологическая клиника, парикмахерская, почта, аптека. Большое количество людей покидают Геховит по причине поиска работы за границей.